# キャット・ジンガノ
キャット・ジンガノ（Cat Zingano、1982年7月1日 - ）は、アメリカ合衆国の女性総合格闘家。ミネソタ州ウィノナ出身。アライアンスMMA所属。キャット・ジンガーノとも表記される。

## 来歴
キャシリー・デボラ・アルバートとして生を受けた。12歳でレスリングを習い始めて、大学時代にはオールアメリカンに4度選出され、全米王者にも輝く。2007年にはブラジリアン柔術を始め、2010年にはブラジル人柔術家のマウリシオ・ジンガノと国際結婚をした。
アマチュアの戦績3勝1敗でプロへ転向。
2008年6月13日、プロデビュー戦を腕ひしぎ十字固めで一本勝ち。
2010年1月30日、バーブ・ホンチャックと対戦し、判定勝ち。
2010年12月10日、カリーナ・ダムと対戦し、TKO勝ち。
2011年5月14日、端貴代と対戦し、3ラウンドにスラムからパウンドを落としてKO勝ち。
2012年10月6日、Invicta FC 3でラケル・ペニントンと対戦し、チョークスリーパーで一本勝ち。

### UFC
2013年4月13日、UFCデビュー戦となったThe Ultimate Fighter 17 Finaleで、女子バンタム級ランキング1位のミーシャ・テイトと対戦。3Rにパンチと膝蹴りのラッシュによるレフェリーストップで逆転勝利を収めて、ファイト・オブ・ザ・ナイトを獲得、UFCでファイト・オブ・ザ・ナイトを獲得した初めての女子選手となった。試合に勝利したことでThe Ultimate Fighter 18のコーチ役とUFC女子世界バンタム級王者ロンダ・ラウジーへの挑戦権を獲得する。しかしその後、ジンガノは練習中に膝に大怪我を負い手術を受けて長期欠場となり、The Ultimate Fighter 18のコーチ役とUFC女子世界バンタム級王座の挑戦権を共にミーシャ・テイトに譲ることになった。
2014年1月13日、夫のマウリシオ・ジンガノが自殺。
2014年9月27日、UFC 178で女子バンタム級ランキング8位のアマンダ・ヌネスと対戦し、パウンドと肘でTKO勝ち。デビュー戦から9戦全勝となった。
2015年2月28日、UFC 184のUFC世界女子バンタム級タイトルマッチで王者ロンダ・ラウジーと対戦し、試合開始14秒でストレートアームバーを極められ一本負けを喫し王座獲得に失敗した。
2016年7月9日、UFC 200で女子バンタム級ランキング5位のジュリアナ・ペーニャと対戦し、判定負けを喫した。
2018年3月3日、UFC 222で女子バンタム級ランキング5位のケトレン・ヴィエラと対戦し、1-2の判定負け。
2018年7月14日、UFC Fight Night: dos Santos vs. Ivanovで女子バンタム級ランキング7位のマリオン・レノーと対戦し、3-0の判定勝ち。
2018年12月29日、女子フェザー級転向初戦となったUFC 232でミーガン・アンダーソンと対戦し、目の負傷で1RTKO負け。ジンガノはレフェリーの判断に不服を示し、足の指で目を突くのは反則であり試合結果をノーコンテストに変更すべきとカリフォルニア州アスレチックコミッションに提訴するも、コミッションはユニファイドルールに定められている反則は手の指での目突きのみであるとして提訴を却下した。
2019年8月14日、UFCからリリースされたことが発表される。

### Bellator
2020年9月11日、Bellator MMAデビュー戦となったBellator 245でギャビー・ホロウェイと対戦し、判定勝ちを収めた。

## 人物・エピソード
- ブラジリアン柔術家のマウリシオ・ジンガノと結婚していたが、自殺で亡くなったため、息子一人を持つシングルマザーである[2]。

## 戦績
| 総合格闘技 戦績 | 総合格闘技 戦績 | 総合格闘技 戦績 | 総合格闘技 戦績 | 総合格闘技 戦績 | 総合格闘技 戦績 | 総合格闘技 戦績 |
| --------------- | --------------- | --------------- | --------------- | --------------- | --------------- | --------------- |
| 19 試合         | (T)KO           | 一本            | 判定            | その他          | 引き分け        | 無効試合        |
| 14 勝           | 5               | 4               | 5               | 0               | 0               | 0               |
| 5 敗            | 2               | 1               | 2               | 0               | 0               | 0               |

| 勝敗 | 対戦相手                 | 試合結果                      | 大会名                                                                             | 開催年月日     |
| ×    | クリスチャン・サイボーグ | 1R 4:01 TKO（パウンド）       | Bellator 300: Nurmagomedov vs. Primus 【Bellator世界女子フェザー級タイトルマッチ】 | 2023年10月7日  |
| ○    | リア・マッコート         | 5分3R終了 判定3-0             | Bellator 293                                                                       | 2023年3月31日  |
| ○    | パム・ソレンソン         | 5分3R終了 判定3-0             | Bellator 282                                                                       | 2022年6月24日  |
| ○    | オリビア・パーカー       | 1R 2:56 腕ひしぎ十字固め      | Bellator 256: Bader vs. Machida 2                                                  | 2021年4月9日   |
| ○    | ギャビー・ホロウェイ     | 5分3R終了 判定3-0             | Bellator 245: Davis vs. Machida 2                                                  | 2020年9月11日  |
| ×    | ミーガン・アンダーソン   | 1R 1:01 TKO（目の負傷）       | UFC 232: Jones vs. Gustafsson 2                                                    | 2018年12月29日 |
| ○    | マリオン・レノー         | 5分3R終了 判定3-0             | UFC Fight Night: dos Santos vs. Ivanov                                             | 2018年7月14日  |
| ×    | ケトレン・ヴィエラ       | 5分3R終了 判定1-2             | UFC 222: Cyborg vs. Kunitskaya                                                     | 2018年3月3日   |
| ×    | ジュリアナ・ペーニャ     | 5分3R終了 判定0-3             | UFC 200: Tate vs. Nunes                                                            | 2016年7月9日   |
| ×    | ロンダ・ラウジー         | 1R 0:14 ストレートアームバー  | UFC 184: Rousey vs. Zingano 【UFC世界女子バンタム級タイトルマッチ】                | 2015年2月28日  |
| ○    | アマンダ・ヌネス         | 3R 1:21 TKO（パウンド）       | UFC 178: Johnson vs. Cariaso                                                       | 2014年9月27日  |
| ○    | ミーシャ・テイト         | 3R 2:55 TKO（膝蹴り）         | The Ultimate Fighter 17 Finale                                                     | 2013年4月13日  |
| ○    | ラケル・ペニントン       | 2R 3:32 チョークスリーパー    | Invicta FC 3: Penne vs Sugiyama                                                    | 2012年10月6日  |
| ○    | 端貴代                   | 3R 4:42 KO（スラム→パウンド） | Fight To Win: Outlaws 【FTW女子フライ級王座決定戦】                                | 2011年5月14日  |
| ○    | カリーナ・ダム           | 2R 3:37 TKO（パンチ）         | Crowbar MMA: Winter Brawl                                                          | 2010年12月10日 |
| ○    | イヴァナ・コールマン     | 1R 1:54 TKO（パンチ）         | Ring of Fire 38: Ascension 【ROF女子フライ級王座決定戦】                           | 2010年6月5日   |
| ○    | バーブ・ホンチャック     | 5分3R終了 判定3-0             | Fight To Win: Phenoms 【FTW女子バンタム級王座決定戦】                              | 2010年1月30日  |
| ○    | アンジェラ・サマロ       | 2R 3:40 アナコンダチョーク    | Ring of Fire 33: Adrenaline 【ROF女子バンタム級王座決定戦】                        | 2009年1月10日  |
| ○    | カリーナ・テイラー       | 1R 2:30 腕ひしぎ十字固め      | Ring of Fire 32: Respect                                                           | 2008年6月13日  |

## 獲得タイトル
- ROF女子バンタム級王座（2009年）
- FTW女子バンタム級王座（2010年）
- ROF女子フライ級王座（2010年）
- FTW女子フライ級王座（2011年）

## 表彰
- ブラジリアン柔術 紫帯
- レスリング NCAAオールアメリカン（4回）
- UFC ファイト・オブ・ザ・ナイト（1回）